# Peribatodes abstersaria
Peribatodes abstersaria là một loài bướm đêm trong họ Geometridae.